# Deuxième district congressionnel de Caroline du Nord
Le 2e district congressionnel de Caroline du Nord est situé dans la partie centrale de l'État. Le district contient la majeure partie du Comté de Wake. Avant le redécoupage ordonné par le tribunal en 2019, il comprenait également le nord du Comté de Johnston, le sud du Comté de Nash, l'extrême ouest du Comté de Wilson et la totalité des comtés de Franklin et Harnett. Le 2e district est représenté par la Démocrate Deborah Ross depuis 2021.
Créé par la législature de l'État après la guerre civile américaine, le district était connu sous le nom de The Black Second ; les comtés inclus dans le district étaient pour la plupart à majorité noire. Les quatre membres du Congrès républicain afro-américain de Caroline du Nord élus après la guerre civile (se terminant par George Henry White) représentaient ce district,, tout comme le fermier blanc Curtis Hooks Brogden du Comté de Wayne, un allié républicain de l'ancien gouverneur William Woods Holden.
Après que les démocrates de Caroline du Nord eurent repris le contrôle de la législature de l'État dans les années 1870 (en utilisant l'intimidation des chemises rouges et d'autres groupes paramilitaires pour réduire le nombre d'Afro-Américains votants), ils ont adopté des lois sur l'inscription des électeurs et des lois électorales qui restreignaient les listes électorales. Les Noirs américains ont continué à être élus dans des bureaux au niveau local et étatique. La législature de l'État a adopté un nouvel amendement constitutionnel en 1900, qui a effectivement privé complètement les Noirs de leurs droits. Cela a mis fin à l'élection des Noirs américains aux bureaux locaux, étatiques ou du Congrès jusqu'à l'adoption d'une législation fédérale sur les droits civiques au milieu des années 1960, qui a imposé le droit de vote constitutionnel.
Des milliers de Noirs américains ont émigré vers le nord depuis l'État lors de la Grande Migration au cours de la première moitié du XXe siècle, à la recherche d'opportunités d'emploi et d'éducation. À la fin du XXe siècle, avant les années 1990, le 2e district comptait environ 40 % de noirs. Bien qu'il ait le pourcentage de résidents noirs le plus élevé de tous les districts congressionnels de Caroline du Nord, les candidats afro-américains n'ont pas pu être élus au Congrès dans le district à majorité blanche.
Le redécoupage de l'État à la suite des changements de recensement a conduit à la création des 1er et 12e districts à majorité noire et a retiré une partie de la population noire du 2e. Aujourd'hui, la proportion de résidents afro-américains est d'environ 20,11 % dans le 2e district.
En 2019, un redécoupage ordonné par le tribunal a entièrement déplacé le district vers le comté urbain de Wake. Le Représentant Républicain sortant George Holding a refusé de se présenter aux élections en 2020, et la Représentante Démocrate Deborah Ross a remporté l'élection au siège.
Le 23 février 2022, la Cour suprême de Caroline du Nord a approuvé une nouvelle carte qui a modifié les limites du 2e district pour inclure le nord du Comté de Wake tout en déplaçant une grande partie de ce qui était le 2e district vers le 13e district.
Le Comté de Wake est le seul comté du district.

## Historique de vote
| Année | Poste     | Résultats               |
| ----- | --------- | ----------------------- |
| 2000  | Président | Gore 48,9 % – 48,4 %    |
| 2004  | Président | Bush 50,7 % – 48,3 %    |
| 2008  | Président | Obama 52,9 % – 45,6 %   |
| 2012  | Président | Obama 51,0 % – 47,2 %   |
| 2016  | Président | Clinton 48,0 % – 45,9 % |
| 2020  | Président | Biden 51,3 % – 46,8 %   |

## Liste des Représentants du district
| Membre                          | Parti                 | Années                           | Congrès        | Histoire électorale | Zone géographique                        |
| ------------------------------- | --------------------- | -------------------------------- | -------------- | --- | ---------------------------------------- |
| District établi le 29 mars 1790 |                       |                                  |                | |                                          |
| Hugh Williamson                 | Anti-Administration   | 19 mars 1790 - 3 mars 1791       | 1er            | Élu en 1790. Redécoupage vers le 4e district. | 1790–1791 Division d'Edenton et New Bern |
| Nathaniel Macon                 | Anti-Administration   | 4 mars 1791 - 3 mars 1793        | 2e             | Élu en 1791. Redécoupage vers le 5e district. | 1791–1793 Division Centre                |
| Matthew Locke (en)              | Anti-Administration   | 4 mars 1793 - 3 mars 1795        | 3e - 5e        | Élu en 1793. Réélu en 1795. Réélu en 1796. Perd sa réélection. | 1793–1803                                |
| Matthew Locke (en)              | Républicain-Démocrate | 4 mars 1795 - 3 mars 1799        | 3e - 5e        | Élu en 1793. Réélu en 1795. Réélu en 1796. Perd sa réélection. | 1793–1803                                |
| Archibald Henderson (en)        | Fédéraliste           | 4 mars 1799 - 3 mars 1803        | 6e , 7e        | Élu en 1798. Réélu en 1800. Redécoupage vers le 12e district. | 1793–1803                                |
| Willis Alston (en)              | Républicain-Démocrate | 4 mars 1803 - 3 mars 1815        | 8e - 13e       | Redécoupage depuis le 9e district et réélu en 1803. Réélu en 1804. Réélu en 1806. Réélu en 1808. Réélu en 1810. Réélu en 1813. Retrait. | 1803–1813                                |
| Willis Alston (en)              | Républicain-Démocrate | 4 mars 1803 - 3 mars 1815        | 8e - 13e       | Redécoupage depuis le 9e district et réélu en 1803. Réélu en 1804. Réélu en 1806. Réélu en 1808. Réélu en 1810. Réélu en 1813. Retrait. | 1813–1823                                |
| Joseph Hunter Bryan (en)        | Républicain-Démocrate | 4 mars 1815 - 3 mars 1819        | 14e , 15e      | Élu en 1815. Réélu en 1817. |                                          |
| Hutchins G. Burton (en)         | Républicain-Démocrate | 4 mars 1819 - 3 mars 1823        | 16e - 18e      | Élu en 1819. Réélu en 1821. Démissionne lorsqu'élu Gouverneur de Caroline du Nord. |                                          |
| Hutchins G. Burton (en)         | Républicain-Démocrate | 4 mars 1823 - 23 mars 1824       | 16e - 18e      | Élu en 1819. Réélu en 1821. Démissionne lorsqu'élu Gouverneur de Caroline du Nord. | 1823–1833                                |
| Vacant                          | Vacant                | 24 mars 1824 - 18 janvier 1825   | 18e            | | 1823–1833                                |
| George Outlaw (en)              | Républicain-Démocrate | 19 janvier 1825 - 3 mars 1825    | 18e            | Élu le 6 janvier 1825 pour terminer le mandat de Burton et intronisé le 19 janvier 1825. Perd sa réélection. | 1823–1833                                |
| Willis Alston (en)              | Jacksonien (en)       | 4 mars 1825 - 3 mars 1831        | 19e - 21e      | Élu en 1825. Réélu en 1827. Réélu en 1829. Retrait. | 1823–1833                                |
| Vacant                          | Vacant                | 4 mars 1831 - 12 mai 1831        | 22e            | | 1823–1833                                |
| John Branch                     | Jacksonien (en)       | 12 mai 1831 - 3 mars 1833        | 22e            | Élu pour terminer le mandat vacant. | 1823–1833                                |
| Jesse A. Bynum (en)             | Jacksonien (en)       | 4 mars 1833 - mars 1837          | 23e - 26e      | Élu en 1833. Réélu en 1835. Réélu en 1837. Réélu en 1839. | 1833–1843                                |
| Jesse A. Bynum (en)             | Démocrate             | 4 mars 1837 - 3 mars 1841        | 23e - 26e      | Élu en 1833. Réélu en 1835. Réélu en 1837. Réélu en 1839. | 1833–1843                                |
| John Daniel (en)                | Démocrate             | 4 mars 1841 - 3 mars 1843        | 27e            | Élu en 1841. Redécoupage vers le 7e district. | 1833–1843                                |
| Daniel M. Barringer (en)        | Whig                  | 4 mars 1843 - 3 mars 1847        | 28e , 29e      | Élu en 1843. Réélu en 1845. Redécoupage vers le 3e district. | 1843–1853                                |
| Nathaniel Boyden (en)           | Whig                  | 4 mars 1847 - 3 mars 1849        | 30e            | Élu en 1847. Retrait. | 1843–1853                                |
| Joseph P. Caldwell (en)         | Whig                  | 4 mars 1849 - 3 mars 1853        | 31e , 32e      | Élu en 1849. Réélu en 1851. Retrait. | 1843–1853                                |
| Thomas H. Ruffin (en)           | Démocrate             | 4 mars 1853 - 3 mars 1861        | 33e - 36e      | Élu en 1853. Réélu en 1855. Réélu en 1857. Réélu en 1859. | 1853–1861                                |
| Vacant                          | Vacant                | 3 mars 1861 - 25 juillet 1868    | 37e - 40e      | Guerre de Sécession et Reconstruction | Guerre de Sécession et Reconstruction    |
| David Heaton (en)               | Républicain           | 25 juillet 1868 - 25 juin 1870   | 40e , 41e      | Élu pour terminer le mandat. Réélu en 1868. Décès. | 1868–1873                                |
| Vacant                          | Vacant                | 26 juin 1870 - 4 décembre 1870   | 41e            | | 1868–1873                                |
| Joseph Dixon (en)               | Républicain           | 5 décembre 1870 - 3 mars 1871    | 41e            | Élu pour terminer le mandat de Heaton. Retrait. | 1868–1873                                |
| Charles Thomas (en)             | Républicain           | 4 mars 1871 - 3 mars 1875        | 42e , 43e      | Élu en 1870. Réélu en 1872. Perd sa renomination. | 1868–1873                                |
| Charles Thomas (en)             | Républicain           | 4 mars 1871 - 3 mars 1875        | 42e , 43e      | Élu en 1870. Réélu en 1872. Perd sa renomination. | 1873–1883                                |
| John A. Hyman (en)              | Républicain           | 4 mars 1875 - 3 mars 1877        | 44e            | Élu en 1874. Perd sa renomination au profit du Gouverneur sortant. |                                          |
| Curtis H. Brogden (en)          | Républicain           | 4 mars 1877 - 3 mars 1879        | 45e            | Élu en 1876. Retrait. |                                          |
| William H. Kitchin (en)         | Démocrate             | 4 mars 1879 - 3 mars 1881        | 46e            | Élu en 1878. Perd sa réélection. |                                          |
| Orlando Hubbs (en)              | Républicain           | 4 mars 1881 - 3 mars 1883        | 47e            | Élu en 1880. Retrait. |                                          |
| James E. O'Hara (en)            | Républicain           | 4 mars 1883 - 3 mars 1887        | 48e , 49e      | Élu en 1882. Réélu en 1884. Perd sa réélection. | 1883–1893                                |
| Furnifold M. Simmons (en)       | Démocrate             | 4 mars 1887 - 3 mars 1889        | 50e            | Élu en 1886. Perd sa réélection. | 1883–1893                                |
| Henry P. Cheatham (en)          | Républicain           | 4 mars 1889 - 3 mars 1893        | 51e , 52e      | Élu en 1888. Réélu en 1890. Perd sa réélection. | 1883–1893                                |
| Frederick Augustus Woodard      | Démocrate             | 4 mars 1893 - 3 mars 1897        | 53e , 54e      | Élu en 1892. Réélu en 1894. Perd sa réélection. | 1893–1903                                |
| George White (en)               | Républicain           | 4 mars 1897 - 3 mars 1901        | 55e , 56e      | Élu en 1896. Réélu en 1898. Retrait après l'adoption par l'État de la Constitution de privation du droit de vote de 1900, qui a supprimé les électeurs noirs pendant plus de 60 ans.                                                                                             | 1893–1903                                |
| Claude Kitchin (en)             | Démocrate             | 4 mars 1901 - 31 mai 1923        | 57e - 68e      | Élu en 1900. Réélu en 1902. Réélu en 1904. Réélu en 1906. Réélu en 1908. Réélu en 1910. Réélu en 1912. Réélu en 1914. Réélu en 1916. Réélu en 1918. Réélu en 1920. Réélu en 1922. Décès.                                                                                         | 1893–1903                                |
| Claude Kitchin (en)             | Démocrate             | 4 mars 1901 - 31 mai 1923        | 57e - 68e      | Élu en 1900. Réélu en 1902. Réélu en 1904. Réélu en 1906. Réélu en 1908. Réélu en 1910. Réélu en 1912. Réélu en 1914. Réélu en 1916. Réélu en 1918. Réélu en 1920. Réélu en 1922. Décès.                                                                                         | 1903–1913                                |
| Claude Kitchin (en)             | Démocrate             | 4 mars 1901 - 31 mai 1923        | 57e - 68e      | Élu en 1900. Réélu en 1902. Réélu en 1904. Réélu en 1906. Réélu en 1908. Réélu en 1910. Réélu en 1912. Réélu en 1914. Réélu en 1916. Réélu en 1918. Réélu en 1920. Réélu en 1922. Décès.                                                                                         | 1913–1933                                |
| Vacant                          | Vacant                | 31 mai 1923 - 5 novembre 1923    | 68e            | |                                          |
| John H. Kerr (en)               | Démocrate             | 6 novembre 1923 - 3 janvier 1953 | 68e - 82e      | Élu pour terminer le mandat de Kitchens. Réélu en 1924. Réélu en 1926. Réélu en 1928. Réélu en 1930. Réélu en 1932. Réélu en 1934. Réélu en 1936. Réélu en 1938. Réélu en 1940. Réélu en 1942. Réélu en 1944. Réélu en 1946. Réélu en 1948. Réélu en 1950. Perd sa renomination. |                                          |
| John H. Kerr (en)               | Démocrate             | 6 novembre 1923 - 3 janvier 1953 | 68e - 82e      | Élu pour terminer le mandat de Kitchens. Réélu en 1924. Réélu en 1926. Réélu en 1928. Réélu en 1930. Réélu en 1932. Réélu en 1934. Réélu en 1936. Réélu en 1938. Réélu en 1940. Réélu en 1942. Réélu en 1944. Réélu en 1946. Réélu en 1948. Réélu en 1950. Perd sa renomination. | 1933–1943                                |
| John H. Kerr (en)               | Démocrate             | 6 novembre 1923 - 3 janvier 1953 | 68e - 82e      | Élu pour terminer le mandat de Kitchens. Réélu en 1924. Réélu en 1926. Réélu en 1928. Réélu en 1930. Réélu en 1932. Réélu en 1934. Réélu en 1936. Réélu en 1938. Réélu en 1940. Réélu en 1942. Réélu en 1944. Réélu en 1946. Réélu en 1948. Réélu en 1950. Perd sa renomination. | 1943–1953                                |
| L. H. Fountain (en)             | Démocrate             | 3 janvier 1953 - 3 janvier 1983  | 83e - 97e      | Élu en 1952. Réélu en 1954. Réélu en 1956. Réélu en 1958. Réélu en 1960. Réélu en 1962. Réélu en 1964. Réélu en 1966. Réélu en 1968. Réélu en 1970. Réélu en 1972. Réélu en 1974. Réélu en 1976. Réélu en 1978. Réélu en 1980. Retrait.                                          | 1953–1963                                |
| L. H. Fountain (en)             | Démocrate             | 3 janvier 1953 - 3 janvier 1983  | 83e - 97e      | Élu en 1952. Réélu en 1954. Réélu en 1956. Réélu en 1958. Réélu en 1960. Réélu en 1962. Réélu en 1964. Réélu en 1966. Réélu en 1968. Réélu en 1970. Réélu en 1972. Réélu en 1974. Réélu en 1976. Réélu en 1978. Réélu en 1980. Retrait.                                          | 1963–1973                                |
| L. H. Fountain (en)             | Démocrate             | 3 janvier 1953 - 3 janvier 1983  | 83e - 97e      | Élu en 1952. Réélu en 1954. Réélu en 1956. Réélu en 1958. Réélu en 1960. Réélu en 1962. Réélu en 1964. Réélu en 1966. Réélu en 1968. Réélu en 1970. Réélu en 1972. Réélu en 1974. Réélu en 1976. Réélu en 1978. Réélu en 1980. Retrait.                                          | 1973–1983                                |
| Tim Valentine (en)              | Démocrate             | 3 janvier 1983 - 3 janvier 1995  | 98e - 103e     | Élu en 1982. Réélu en 1984. Réélu en 1986. Réélu en 1988. Réélu en 1990. Réélu en 1992. Retrait. | 1983–1993                                |
| Tim Valentine (en)              | Démocrate             | 3 janvier 1983 - 3 janvier 1995  | 98e - 103e     | Élu en 1982. Réélu en 1984. Réélu en 1986. Réélu en 1988. Réélu en 1990. Réélu en 1992. Retrait. | 1993–2003                                |
| David Funderburk (en)           | Républicain           | 3 janvier 1995 - 3 janvier 1997  | 104e           | Élu en 1994. Perd sa réélection. |                                          |
| Bob Etheridge                   | Démocrate             | 3 janvier 1997 - 3 janvier 2011  | 105e - 111e    | Élu en 1996. Réélu en 1998. Réélu en 2000. Réélu en 2002. Réélu en 2004. Réélu en 2006. Réélu en 2008 Perd sa réélection. |                                          |
| Bob Etheridge                   | Démocrate             | 3 janvier 1997 - 3 janvier 2011  | 105e - 111e    | Élu en 1996. Réélu en 1998. Réélu en 2000. Réélu en 2002. Réélu en 2004. Réélu en 2006. Réélu en 2008 Perd sa réélection. | 2003–2013                                |
| Renee Ellmers                   | Républicain           | 3 janvier 2011 - 3 janvier 2017  | 112e - 114e    | Élue en 2010. Réélue en 2012. Réélue en 2014. Perd sa renomination. |                                          |
| Renee Ellmers                   | Républicain           | 3 janvier 2011 - 3 janvier 2017  | 112e - 114e    | Élue en 2010. Réélue en 2012. Réélue en 2014. Perd sa renomination. | 2013–2017                                |
| George Holding                  | Républicain           | 3 janvier 2017 - 3 janvier 2021  | 115e , 116e    | Redécoupage depuis le 13e district et réélu en 2016. Réélu en 2018. Retrait. | 2017–2021                                |
| Deborah Ross                    | Démocrate             | 3 janvier 2021 - Présent         | 117e - Présent | Élue en 2020. Réélue en 2022. | 2021–2023                                |
| Deborah Ross                    | Démocrate             | 3 janvier 2021 - Présent         | 117e - Présent | Élue en 2020. Réélue en 2022. | 2023–2025                                |

## Résultats des récentes élections
Voici les résultats des dix précédents cycles électoraux dans le district.

### 2004
| Élection de 2004 du 2e district congressionnel de Caroline du Nord | Élection de 2004 du 2e district congressionnel de Caroline du Nord | Élection de 2004 du 2e district congressionnel de Caroline du Nord | Élection de 2004 du 2e district congressionnel de Caroline du Nord | Élection de 2004 du 2e district congressionnel de Caroline du Nord |
| ------------------------------------------------------------------ | ------------------------------------------------------------------ | ------------------------------------------------------------------ | ------------------------------------------------------------------ | ------------------------------------------------------------------ |
| Parti                                                              | Parti                                                              | Candidat                                                           | Votes                                                              | %                                                                  |
|                                                                    | Démocrate                                                          | Bob Etheridge (sortant)                                            | 145 079                                                            | 62,3                                                               |
|                                                                    | Républicain                                                        | Billy J. Creech                                                    | 87 811                                                             | 37,7                                                               |
| Total des votes                                                    | Total des votes                                                    | Total des votes                                                    | 232 890                                                            | 100 %                                                              |
|                                                                    | Les Démocrates conservent                                          |                                                                    |                                                                    |                                                                    |

### 2006
| Élection de 2006 du 2e district congressionnel de Caroline du Nord | Élection de 2006 du 2e district congressionnel de Caroline du Nord | Élection de 2006 du 2e district congressionnel de Caroline du Nord | Élection de 2006 du 2e district congressionnel de Caroline du Nord | Élection de 2006 du 2e district congressionnel de Caroline du Nord |
| ------------------------------------------------------------------ | ------------------------------------------------------------------ | ------------------------------------------------------------------ | ------------------------------------------------------------------ | ------------------------------------------------------------------ |
| Parti                                                              | Parti                                                              | Candidat                                                           | Votes                                                              | %                                                                  |
|                                                                    | Démocrate                                                          | Bob Etheridge (sortant)                                            | 85 993                                                             | 66,53                                                              |
|                                                                    | Républicain                                                        | Dan Mansell                                                        | 43 271                                                             | 33,47                                                              |
| Total des votes                                                    | Total des votes                                                    | Total des votes                                                    | 129 264                                                            | 100 %                                                              |
|                                                                    | Les Démocrates conservent                                          |                                                                    |                                                                    |                                                                    |

### 2008
| Élection de 2008 du 2e district congressionnel de Caroline du Nord | Élection de 2008 du 2e district congressionnel de Caroline du Nord | Élection de 2008 du 2e district congressionnel de Caroline du Nord | Élection de 2008 du 2e district congressionnel de Caroline du Nord | Élection de 2008 du 2e district congressionnel de Caroline du Nord |
| ------------------------------------------------------------------ | ------------------------------------------------------------------ | ------------------------------------------------------------------ | ------------------------------------------------------------------ | ------------------------------------------------------------------ |
| Parti                                                              | Parti                                                              | Candidat                                                           | Votes                                                              | %                                                                  |
|                                                                    | Démocrate                                                          | Bob Etheridge (sortant)                                            | 199 730                                                            | 66,93                                                              |
|                                                                    | Républicain                                                        | Dan Mansell                                                        | 93 323                                                             | 31,27                                                              |
|                                                                    | Libertarien                                                        | Will Adkins                                                        | 5 377                                                              | 1,8                                                                |
| Total des votes                                                    | Total des votes                                                    | Total des votes                                                    | 298 430                                                            | 100 %                                                              |
|                                                                    | Les Démocrates conservent                                          |                                                                    |                                                                    |                                                                    |

### 2010
| Élection de 2010 du 2e district congressionnel de Caroline du Nord | Élection de 2010 du 2e district congressionnel de Caroline du Nord | Élection de 2010 du 2e district congressionnel de Caroline du Nord | Élection de 2010 du 2e district congressionnel de Caroline du Nord | Élection de 2010 du 2e district congressionnel de Caroline du Nord |
| ------------------------------------------------------------------ | ------------------------------------------------------------------ | ------------------------------------------------------------------ | ------------------------------------------------------------------ | ------------------------------------------------------------------ |
| Parti                                                              | Parti                                                              | Candidat                                                           | Votes                                                              | %                                                                  |
|                                                                    | Républicain                                                        | Renee Ellmers                                                      | 93 876                                                             | 49,47                                                              |
|                                                                    | Démocrate                                                          | Bob Etheridge (sortant)                                            | 92 393                                                             | 48,69                                                              |
|                                                                    | Libertarien                                                        | Tom Rose                                                           | 3 505                                                              | 1,85                                                               |
| Total des votes                                                    | Total des votes                                                    | Total des votes                                                    | 189 774                                                            | 100 %                                                              |
|                                                                    | Les Républicains prennent aux Démocrates                           |                                                                    |                                                                    |                                                                    |

### 2012
| Élection de 2012 du 2e district congressionnel de Caroline du Nord | Élection de 2012 du 2e district congressionnel de Caroline du Nord | Élection de 2012 du 2e district congressionnel de Caroline du Nord | Élection de 2012 du 2e district congressionnel de Caroline du Nord | Élection de 2012 du 2e district congressionnel de Caroline du Nord |
| ------------------------------------------------------------------ | ------------------------------------------------------------------ | ------------------------------------------------------------------ | ------------------------------------------------------------------ | ------------------------------------------------------------------ |
| Parti                                                              | Parti                                                              | Candidat                                                           | Votes                                                              | %                                                                  |
|                                                                    | Républicain                                                        | Renee Ellmers (sortante)                                           | 174 066                                                            | 55,9                                                               |
|                                                                    | Démocrate                                                          | Steve Wilkins                                                      | 128 973                                                            | 41,42                                                              |
|                                                                    | Libertarien                                                        | Brian Irving                                                       | 8 358                                                              | 2,68                                                               |
| Total des votes                                                    | Total des votes                                                    | Total des votes                                                    | 311 397                                                            | 100 %                                                              |
|                                                                    | Les Républicains conservent                                        |                                                                    |                                                                    |                                                                    |

### 2014
| Élection de 2014 du 2e district congressionnel de Caroline du Nord | Élection de 2014 du 2e district congressionnel de Caroline du Nord | Élection de 2014 du 2e district congressionnel de Caroline du Nord | Élection de 2014 du 2e district congressionnel de Caroline du Nord | Élection de 2014 du 2e district congressionnel de Caroline du Nord |
| ------------------------------------------------------------------ | ------------------------------------------------------------------ | ------------------------------------------------------------------ | ------------------------------------------------------------------ | ------------------------------------------------------------------ |
| Parti                                                              | Parti                                                              | Candidat                                                           | Votes                                                              | %                                                                  |
|                                                                    | Républicain                                                        | Renee Ellmers (sortante)                                           | 122 128                                                            | 58,83                                                              |
|                                                                    | Démocrate                                                          | Clay Aiken                                                         | 85 479                                                             | 41,17                                                              |
| Total des votes                                                    | Total des votes                                                    | Total des votes                                                    | 207 607                                                            | 100 %                                                              |
|                                                                    | Les Républicains conservent                                        |                                                                    |                                                                    |                                                                    |

### 2016
| Élection de 2016 du 2e district congressionnel de Caroline du Nord | Élection de 2016 du 2e district congressionnel de Caroline du Nord | Élection de 2016 du 2e district congressionnel de Caroline du Nord | Élection de 2016 du 2e district congressionnel de Caroline du Nord | Élection de 2016 du 2e district congressionnel de Caroline du Nord |
| ------------------------------------------------------------------ | ------------------------------------------------------------------ | ------------------------------------------------------------------ | ------------------------------------------------------------------ | ------------------------------------------------------------------ |
| Parti                                                              | Parti                                                              | Candidat                                                           | Votes                                                              | %                                                                  |
|                                                                    | Républicain                                                        | George Holding                                                     | 221 485                                                            | 56,71                                                              |
|                                                                    | Démocrate                                                          | John P. McNeil                                                     | 169 082                                                            | 43,29                                                              |
| Total des votes                                                    | Total des votes                                                    | Total des votes                                                    | 390 567                                                            | 100 %                                                              |
|                                                                    | Les Républicains conservent                                        |                                                                    |                                                                    |                                                                    |

### 2018
| Élection de 2018 du 2e district congressionnel de Caroline du Nord | Élection de 2018 du 2e district congressionnel de Caroline du Nord | Élection de 2018 du 2e district congressionnel de Caroline du Nord | Élection de 2018 du 2e district congressionnel de Caroline du Nord | Élection de 2018 du 2e district congressionnel de Caroline du Nord |
| ------------------------------------------------------------------ | ------------------------------------------------------------------ | ------------------------------------------------------------------ | ------------------------------------------------------------------ | ------------------------------------------------------------------ |
| Parti                                                              | Parti                                                              | Candidat                                                           | Votes                                                              | %                                                                  |
|                                                                    | Républicain                                                        | George Holding (sortant)                                           | 170 072                                                            | 51,3                                                               |
|                                                                    | Démocrate                                                          | Linda Coleman                                                      | 151 977                                                            | 45,8                                                               |
|                                                                    | Libertarien                                                        | Jeff Matemu                                                        | 9 655                                                              | 2,9                                                                |
| Total des votes                                                    | Total des votes                                                    | Total des votes                                                    | 331 704                                                            | 100 %                                                              |
|                                                                    | Les Républicains conservent                                        |                                                                    |                                                                    |                                                                    |

### 2020
| Élection de 2020 du 2e district congressionnel de Caroline du Nord | Élection de 2020 du 2e district congressionnel de Caroline du Nord | Élection de 2020 du 2e district congressionnel de Caroline du Nord | Élection de 2020 du 2e district congressionnel de Caroline du Nord | Élection de 2020 du 2e district congressionnel de Caroline du Nord |
| ------------------------------------------------------------------ | ------------------------------------------------------------------ | ------------------------------------------------------------------ | ------------------------------------------------------------------ | ------------------------------------------------------------------ |
| Parti                                                              | Parti                                                              | Candidat                                                           | Votes                                                              | %                                                                  |
|                                                                    | Démocrate                                                          | Deborah Ross                                                       | 310 979                                                            | 63,0                                                               |
|                                                                    | Républicain                                                        | Alan Swain                                                         | 172 019                                                            | 34,8                                                               |
|                                                                    | Libertarien                                                        | Jeff Matemu                                                        | 10 827                                                             | 2,2                                                                |
| Total des votes                                                    | Total des votes                                                    | Total des votes                                                    | 493 870                                                            | 100 %                                                              |
|                                                                    | Les Démocrates prennent aux Républicains                           |                                                                    |                                                                    |                                                                    |

### 2022
La Primaire Démocrate a été annulée. Deborah Ross (D-Sortante) avance vers l'Élection Générale.
| Primaire Républicaine de 2022 du 2e district congressionnel de Caroline du Nord | Primaire Républicaine de 2022 du 2e district congressionnel de Caroline du Nord | Primaire Républicaine de 2022 du 2e district congressionnel de Caroline du Nord | Primaire Républicaine de 2022 du 2e district congressionnel de Caroline du Nord | Primaire Républicaine de 2022 du 2e district congressionnel de Caroline du Nord |
| ------------------------------------------------------------------------------- | ------------------------------------------------------------------------------- | ------------------------------------------------------------------------------- | ------------------------------------------------------------------------------- | ------------------------------------------------------------------------------- |
| Parti                                                                           | Parti                                                                           | Candidat                                                                        | Votes                                                                           | %                                                                               |
|                                                                                 | Républicain                                                                     | Christine Villaverde                                                            | 19 650                                                                          | 55,1                                                                            |
|                                                                                 | Républicain                                                                     | Mahesh Ganorkar                                                                 | 9 133                                                                           | 25,6                                                                            |
|                                                                                 | Républicain                                                                     | Adina Safta                                                                     | 6 872                                                                           | 19,3                                                                            |

| Élection de 2022 du 2e district congressionnel de Caroline du Nord | Élection de 2022 du 2e district congressionnel de Caroline du Nord | Élection de 2022 du 2e district congressionnel de Caroline du Nord | Élection de 2022 du 2e district congressionnel de Caroline du Nord | Élection de 2022 du 2e district congressionnel de Caroline du Nord |
| ------------------------------------------------------------------ | ------------------------------------------------------------------ | ------------------------------------------------------------------ | ------------------------------------------------------------------ | ------------------------------------------------------------------ |
| Parti                                                              | Parti                                                              | Candidat                                                           | Votes                                                              | %                                                                  |
|                                                                    | Démocrate                                                          | Deborah Ross (sortante)                                            | 190 714                                                            | 64,7                                                               |
|                                                                    | Républicain                                                        | Christine Villaverde                                               | 104 155                                                            | 35,3                                                               |
| Total des votes                                                    | Total des votes                                                    | Total des votes                                                    | 294 869                                                            | 100 %                                                              |
|                                                                    | Les Démocrates conservent                                          |                                                                    |                                                                    |                                                                    |

### 2024
| Primaire Démocrate de 2024 du 2e district congressionnel de Caroline du Nord | Primaire Démocrate de 2024 du 2e district congressionnel de Caroline du Nord | Primaire Démocrate de 2024 du 2e district congressionnel de Caroline du Nord | Primaire Démocrate de 2024 du 2e district congressionnel de Caroline du Nord | Primaire Démocrate de 2024 du 2e district congressionnel de Caroline du Nord |
| ---------------------------------------------------------------------------- | ---------------------------------------------------------------------------- | ---------------------------------------------------------------------------- | ---------------------------------------------------------------------------- | ---------------------------------------------------------------------------- |
| Parti                                                                        | Parti                                                                        | Candidat                                                                     | Votes                                                                        | %                                                                            |
|                                                                              | Démocrate                                                                    | Deborah Ross (sortante)                                                      | 69 564                                                                       | 93,6                                                                         |
|                                                                              | Démocrate                                                                    | Michael Camero                                                               | 4761                                                                         | 6,4                                                                          |

| Primaire Républicaine de 2024 du 2e district congressionnel de Caroline du Nord | Primaire Républicaine de 2024 du 2e district congressionnel de Caroline du Nord | Primaire Républicaine de 2024 du 2e district congressionnel de Caroline du Nord | Primaire Républicaine de 2024 du 2e district congressionnel de Caroline du Nord | Primaire Républicaine de 2024 du 2e district congressionnel de Caroline du Nord |
| ------------------------------------------------------------------------------- | ------------------------------------------------------------------------------- | ------------------------------------------------------------------------------- | ------------------------------------------------------------------------------- | ------------------------------------------------------------------------------- |
| Parti                                                                           | Parti                                                                           | Candidat                                                                        | Votes                                                                           | %                                                                               |
|                                                                                 | Républicain                                                                     | Alan Swain                                                                      | 25 759                                                                          | 59,5                                                                            |
|                                                                                 | Républicain                                                                     | Eugene Douglass                                                                 | 9751                                                                            | 22,5                                                                            |
|                                                                                 | Républicain                                                                     | Robert Morales Vergara                                                          | 7747                                                                            | 17,9                                                                            |

| Élection de 2024 du 2e district congressionnel de Caroline du Nord | Élection de 2024 du 2e district congressionnel de Caroline du Nord | Élection de 2024 du 2e district congressionnel de Caroline du Nord | Élection de 2024 du 2e district congressionnel de Caroline du Nord | Élection de 2024 du 2e district congressionnel de Caroline du Nord |
| ------------------------------------------------------------------ | ------------------------------------------------------------------ | ------------------------------------------------------------------ | ------------------------------------------------------------------ | ------------------------------------------------------------------ |
| Parti                                                              | Parti                                                              | Candidat                                                           | Votes                                                              | %                                                                  |
|                                                                    | Démocrate                                                          | Deborah Ross (sortante)                                            | 268 662                                                            | 66,3                                                               |
|                                                                    | Républicain                                                        | Alan Swain                                                         | 128 164                                                            | 31,6                                                               |
|                                                                    | Vert                                                               | Michael Dublin                                                     | 8691                                                               | 2,1                                                                |
| Total des votes                                                    | Total des votes                                                    | Total des votes                                                    | 405 517                                                            | 100 %                                                              |
|                                                                    | Les Démocrates conservent                                          |                                                                    |                                                                    |                                                                    |